# Harry Dickason
Harry Dickason (Clifton, 1884 – Londra, 3 dicembre 1943) è stato un marinaio ed esploratore britannico.
Marinaio scelto della Royal Navy, nel 1910 si unisce alla spedizione Terra Nova di Robert Falcon Scott in Antartide dove prende parte al Northern Party sotto il comando di Victor Campbell. Durante la spedizione trascorre due inverni lungo la costa della regina Victoria a causa delle avverse condizioni meteorologiche che impediscono il recupero del gruppo da parte della Terra Nova.
Per la sua attività in Antartide è stato insignito della Polar Medal.